# Czognari (gmina Terdżola)
Czognari (gruz. ჭოგნარი) – wieś w Gruzji, w Imeretii, w gminie Terdżola. W 2010 liczyła 1551 mieszkańców, wśród których 1544 zadeklarowało narodowość gruzińską, 5 rosyjską, a 2 ukraińską.